# Valerio Massimo Manfredi
Valerio Massimo Manfredi (Piumazzo, 8 marzo 1943) è uno scrittore, storico, archeologo, sceneggiatore e conduttore televisivo italiano.

## Biografia
Si è laureato in lettere classiche all'Università di Bologna ed ha una specializzazione in topografia del mondo antico all'Università Cattolica del Sacro Cuore di Milano. Ha insegnato nella stessa università, all'Università Ca' Foscari Venezia, alla Loyola University Chicago, all'École pratique des hautes études della Sorbona di Parigi e alla Bocconi di Milano. Ha pubblicato molti articoli e saggi e ha scritto note opere di narrativa - soprattutto romanzi storici - tradotte in tutto il mondo (circa 15 milioni di copie vendute a livello internazionale). È autore di soggetti e sceneggiature per il cinema e la televisione, collabora come antichista e come giornalista scientifico a Il Messaggero e Panorama, come giornalista per Archeo, Focus (edizione italiana e spagnola), Airone (in precedenza a Il Giornale e La Voce) e altre riviste del settore.
Ha collaborato inoltre ad Archeo, Gente Viaggi, Traveller, Soprattutto, Primopiano, Grazia e El Mundo (Spagna). La sua trilogia Aléxandros è stata acquistata da Universal Pictures per una produzione cinematografica e Dino De Laurentiis ha realizzato L'ultima legione (con Ben Kingsley, Colin Firth, Aishwarya Rai, Thomas Sangster, regia di Doug Lefler). Ha scritto inoltre la sceneggiatura di Marco d'Aviano (attualmente in preparazione) e Gilgamesh (attualmente in preparazione). Ha adattato per il cinema Memorie di Adriano di Marguerite Yourcenar per John Boorman. Tra gli anni settanta e gli ottanta ha progettato e condotto le spedizioni "Anabasi" per la ricostruzione sul campo dell'itinerario della ritirata dei Diecimila. 18.000 km percorsi, 2.000 fotografie, 500 quote altimetriche.
Tra le sue partecipazioni a campagne di scavo si citano Lavinium, Forum Gallorum, Forte Urbano in Italia. In terra straniera nel 1990 la ricognizione e rilievo al complesso cerimoniale di Cerro Purgatorio, Túcume (Peru) nella spedizione di Thor Heyerdahl; dal 1990 al 2004 le campagne di scavo ad Har Karkom, deserto del Neghev (Israele). Ricognizione, scavo e pubblicazione di numerosi siti via via individuati nel corso degli scavi. Campagna di ricognizione e rilievo con Timothy Mitford sul sito del "Trofeo dei Diecimila". in Anatolia orientale (2002). Ha tenuto conferenze e seminari presso New College di Oxford, University of California a Los Angeles, Lectio Magistralis alla National University of Canberra (Australia), inoltre Lectio magistralis Università dell'Avana, Cuba, Universidad de Antiochia, Medellín (Colombia), Universidad de Bilbao, Universidad Internacional Menendez Pelayo (Tenerife) e molte altre.
Nel 1999 è stato votato Man of the Year dall'American Biographical Institute, Raleigh, Carolina del Nord; nel 2003 riceve la Nomina a Commendatore della Repubblica motu proprio del Presidente Carlo Azeglio Ciampi e il premio Corrado Alvaro Rhegium Julii e premio Librai Città di Padova mentre nel 2004 riceve il Premio Hemingway per la narrativa. Nel 2001 ha fatto un ruolo di comparsa all'interno del film Vajont nel ruolo di giudice. Nel 2003 registra un documentario audio sulla figura di Alessandro Magno, usando il lavoro di ricerca svolto per la sua trilogia di romanzi di Aléxandros.
Ha condotto il programma televisivo Stargate - Linea di Confine in onda già dalle stagioni 2003/2004 e 2004/2005 sulla rete televisiva di LA7. Dall'11 novembre 2008, sempre su La7, conduce il programma di approfondimento storico Impero che analizza, attraverso i più antichi reperti archeologici come le sette meraviglie del mondo, gli antichi imperi: la nascita, le cause dell'apogeo e della decadenza. Sulla stessa rete ha partecipato anche al programma Tetris. Nel 2008, con il romanzo L'armata perduta, vince il Premio Bancarella. Nel 2010, con il romanzo Archanes, vince il Premio Scanno. Nel 2011, esce per la Mondadori l'applicazione iPad per leggere il romanzo Aléxandros, con simulazioni delle battaglie, audio e altro. Nello stesso anno pubblica Eroi, un volume contenente i tre suoi romanzi precedentemente pubblicati: Lo scudo di Talos, Le paludi di Hesperia e L'armata perduta.

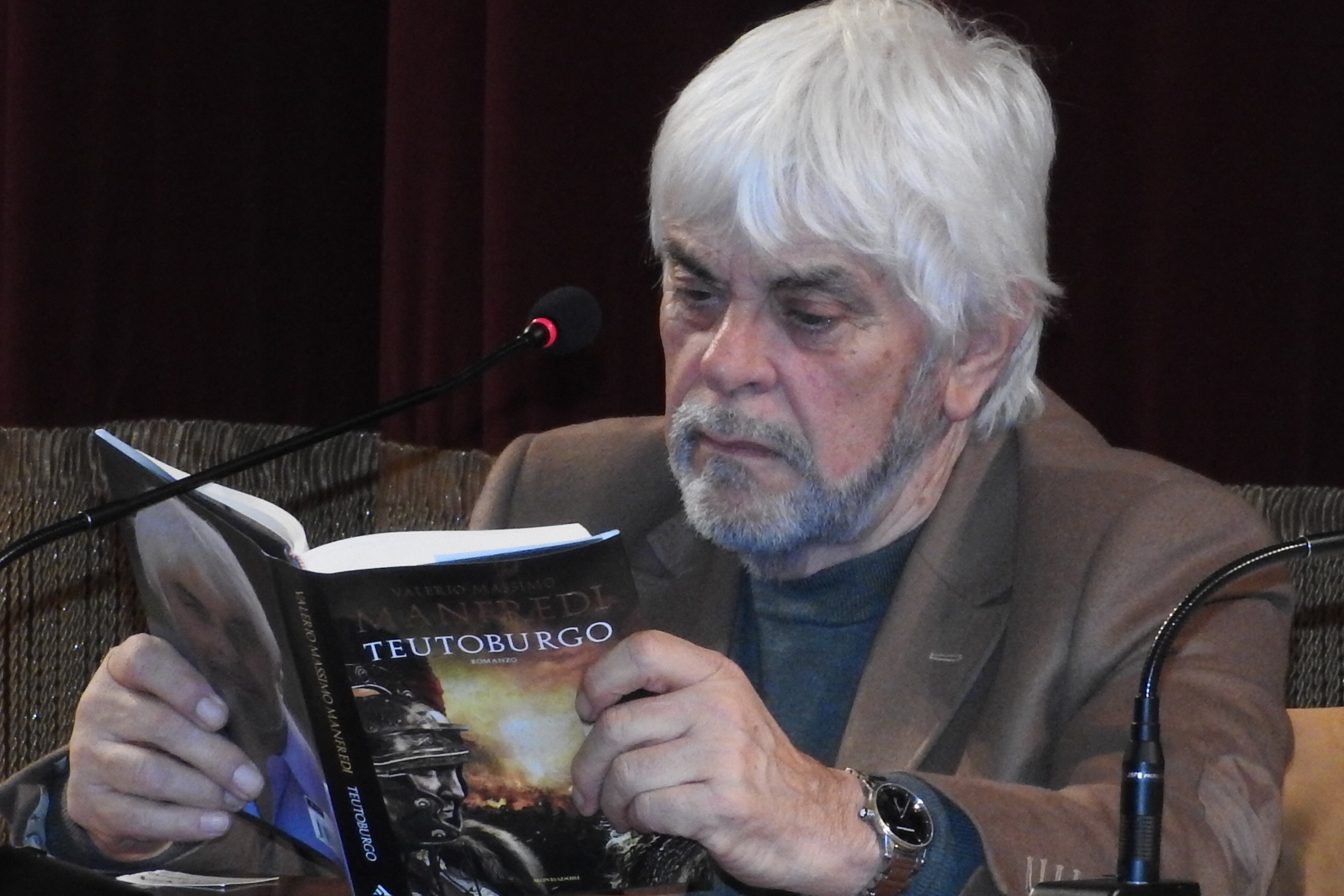
Valerio Massimo Manfredi durante la presentazione del libro Teutoburgo, 2017

Nel 2011 e 2012 ha partecipato come collaboratore e inviato speciale alla trasmissione di Rai 3 E se domani, condotta in studio da Alex Zanardi. Il 6 novembre 2012 esce il primo di due volumi sull'eroe Ulisse intitolato Il mio nome è Nessuno - Il giuramento che narra della nascita e della vita dell'eroe fino alla fine della guerra di Troia. L'anno successivo esce il secondo volume Il mio nome è Nessuno - Il ritorno con cui vince il Premio Roma Sezione Narrativa Italiana nel 2014. Dal 2 marzo 2013 conduce, in prima serata su Rai 3, Metropoli. Il 20 aprile 2013 è ospite d'onore alla cerimonia di consegna di Laurea dell'Università Ca' Foscari di Venezia in piazza San Marco.
Il 9 settembre 2016 esce il romanzo Teutoburgo. Il romanzo si conferma, per due settimane di seguito, primo nelle classifiche dei libri di autori italiani più venduti (oltre centomila copie dal 9 al 29 settembre).
Dal novembre 2016 è conduttore di Argo, un viaggio nella storia, serie di documentari prodotti per il canale televisivo Rai Storia.

## Vita privata
È sposato con Christine Feddersen, traduttrice inglese, e ha due figli. Sua figlia Diana è stata la disegnatrice della graphic novel intitolata Bagradas, tratta da un racconto di Manfredi.
L'11 febbraio 2021 è stato ricoverato presso l'ospedale Misericordia di Grosseto in seguito a un grave incidente domestico, probabilmente causato da esalazioni di monossido di carbonio, avvenuto nella sua abitazione nel centro di Roma, dove si trovava con la scrittrice Antonella Prenner, anche lei rimasta coinvolta. Entrato in coma, si è risvegliato cinque giorni dopo.

## Opere

### Romanzi
- Palladion, Milano, A. Mondadori, 1985.
- Lo scudo di Talos, A. Mondadori, 1988. ISBN 88-04-30886-9 (raccolta Eroi)
- L'oracolo, A. Mondadori, 1990; Mondadori, 2014. ISBN 978-88-66-21082-5
- Le paludi di Hesperia, A. Mondadori, 1994. ISBN 88-04-37127-7 (raccolta Eroi)
- La torre della solitudine, A. Mondadori, 1996. ISBN 88-04-40584-8.
- Il faraone delle sabbie, A. Mondadori, 1998. ISBN 88-04-43604-2.
- Il figlio del sogno, Milano, Mondadori, 1998. ISBN 88-04-45606-X. (Serie Aléxandros. Fanciullezza)
- Le sabbie di Amon, Milano, Mondadori, 1998. ISBN 88-04-45607-8. (Serie Aléxandros. Esplorazione)
- Il confine del mondo, Milano, Mondadori, 1998. ISBN 88-04-45608-6. (Serie Aléxandros. Fine e morte)
- Chimaira, Milano, Mondadori, 2001. ISBN 88-04-48926-X.
- L'isola dei morti, Venezia, Consorzio Venezia Nuova, 2002; Venezia, Marsilio, 2004. ISBN 88-317-8231-2.
- L'ultima legione, Milano, Mondadori, 2002. ISBN 88-04-50363-7 (raccolta S.P.Q.R.)
- Il tiranno, Milano, Mondadori, 2003. ISBN 88-04-51814-6
- L'impero dei draghi, Milano, Mondadori, 2005. ISBN 88-04-53417-6 (raccolta S.P.Q.R.)
- Il romanzo di Alessandro, Milano, Mondadori, 2005. ISBN 88-04-54896-7
- L'armata perduta, Milano, Mondadori, 2007. ISBN 978-88-04-56210-8 (raccolta Eroi)
- Idi di marzo, Milano, Mondadori, 2008. ISBN 978-88-04-57971-7 (raccolta S.P.Q.R.)
- Otel Bruni, Milano, Mondadori, 2011. ISBN 978-88-04-60873-8
- Il mio nome è Nessuno - Il giuramento, Milano, Mondadori, 2012. ISBN 978-88-04-62287-1
- Il mio nome è Nessuno - Il ritorno, Milano, Mondadori, 2013. ISBN 978-88-04-62870-5
- Teutoburgo, Milano, Mondadori, 2016. ISBN 978-88-04-66578-6
- Quinto comandamento, Milano, Mondadori, 2018. ISBN 978-88-04-68384-1
- Antica madre, Milano, Mondadori, 2019. ISBN 978-88-04-70966-4
- Quaranta giorni, Milano, Mondadori, 2020. ISBN 978-88-04-72230-4
- Germanico, Milano, Mondadori, 2024. ISBN 978-88-04-73743-8

### Raccolte di romanzi
- Eroi, Milano, Mondadori, 2011. ISBN 978-88-04-61360-2
- S.P.Q.R., Milano, Mondadori, 2012. ISBN 978-88-04-62322-9
- Aléxandros. La trilogia, Milano, Mondadori, 1999. ISBN 88-04-46897-1
- Il mio nome è Nessuno. La trilogia, Milano, Mondadori, 2017. ISBN 978-88-04-67768-0

### Racconti
- Lo scudo dei Kleomenidi, Ozzano Emilia, Malipiero, 1980.
- Otel Bruni, in Storie d'inverno, Milano, A. Mondadori, 1994. ISBN 88-04-38699-1.
- La pietra di re Mida, in Dal grande fiume al mare. Trenta scrittori raccontano l'Emilia Romagna, Bologna, Pendragon-Regione Emilia-Romagna, 2003. ISBN 88-8342-228-7.
- Bagradas, in Brivido nero, Reggio Emilia, Aliberti editore, 2005. ISBN 88-7424-075-9.
- Archanes, Milano, Corriere della Sera, 2007.
- L'oste dell'ultima ora, Correggio, Wingsbert House, 2013. ISBN 978-88-98689-00-2.
- II romanzo di Odisseo, Milano, Mondadori, 2014. ISBN 978-88-04-64443-9.
- Aquileia. Defensoris urbis, Italo Svevo, 2020. ISBN 978-88-943-5945-9.

### Antologie di racconti
- I cento cavalieri, Milano, Oscar Mondadori, 2002. ISBN 88-04-49117-5. Antologia di dodici racconti brevi
- Zeus e altri racconti, Milano, Oscar Mondadori, 2006. ISBN 88-04-56121-1. Contiene i racconti: Zeus, Bagradas, Il cavaliere invisibile, Regina viarum, L'ultimo Natale.
- Archanes e altri racconti, Milano, Oscar Mondadori, 2010. ISBN 978-88-04-60065-7. Contiene i racconti: Archanes, Limes, Gli dei dell'Impero, Midget War, Millennium Arena.
- Le Inchieste del Colonnello Reggiani, Milano, Giulio Einaudi Editore, Stile libero Big, 2015, Contiene i racconti: La Muta, Intrigo Internazionale, Noblesse oblige, Passio, Gli dei dell'Impero
- Guerrieri e cavalieri. Racconti di avventura dall'antica Roma al Medioevo, con Fabio Visintin, Milano, Mondadori, 2022, ISBN 9788804754510

### Saggistica
- Storici greci. Antologia, con Gabriele Burzacchini, Bologna, Zanichelli, 1972.
- Poeti e prosatori latini. Antologia per i primi due anni delle scuole medie superiori, con Gabriele Burzacchini, Bologna, Zanichelli, 1973.
- Le nuove terre, con Fabrizio Manfredi, Ozzano Emilia, Malipiero, 1974.
- Senofonte, Anabasi, [Traduzione], Milano, Rusconi, 1980.
- Petra e le città morte della Siria, Novara, Istituto geografico De Agostini, 1983.
- Alessandro e Senofonte, in Alessandro Magno tra storia e mito, a cura di Marta Sordi, Milano, Jaca Book, 1984. ISBN 88-16-95002-1.
- La strada dei diecimila. Topografia e geografia dell'Oriente di Senofonte, Milano, Jaca Book, 1986, ISBN 88-16-95020-X.
- Gli etruschi in Val Padana, con Luigi Malnati, Milano, Il Saggiatore, 1991, ISBN 88-04-32749-9.
- Mare greco. Eroi ed esploratori del mondo antico, con Lorenzo Braccesi, Milano, A. Mondadori, 1992, ISBN 88-04-35980-3.
- Le Isole Fortunate. Topografia di un mito, Roma, L'Erma di Bretschneider, 1993, ISBN 88-7062-787-X; 1996. ISBN 88-7062-945-7.
- I Greci d'occidente, con Lorenzo Braccesi, Milano, A. Mondadori, 1996, ISBN 88-04-39785-3.
- I celti in Italia, con Venceslas Kruta, Milano, Mondadori, 1999, ISBN 88-04-43640-9.
- Akropolis - La grande epopea di Atene, Milano, Mondadori, 2000, ISBN 88-04-47801-2.
- Marcello, Roma-Milano, Fondazione Sorgente Group-Leonardo International, 2008, ISBN 978-88-88828-73-2.
- La tomba di Alessandro. L'enigma, Milano, Mondadori, 2009, ISBN 978-88-04-59349-2.
- Le meraviglie del mondo antico, Milano, Mondadori, 2014.
- Sentimento italiano. Storia, arte, natura di un popolo inimitabile, Milano, SEM, 2019.
- Come Roma insegna (in collaborazione con il figlio Fabio), Pienogiorno, 2021.
- La vita e la storia. Istruzioni per l'uso (in collaborazione con il figlio Fabio), Aliberti Editore, Reggio Emilia, 2023.
- Prima di Roma. Storia dell'Italia da Enea ad Annibale (in collaborazione con Luigi Malnati), Mondadori, 2024

### Romanzi grafici
- Bagradas, disegni di Diana Manfredi, Reggio Emilia, Aliberti, 2011. ISBN 978-88-7424-800-1.

## Filmografia

### Film tratti dai suoi romanzi
- I guardiani del cielo, (1998) (film TV) - dal romanzo La torre della solitudine
- L'ultima legione (The Last Legion) (2007) - dal romanzo omonimo

### Sceneggiatore
- 2006 - L'inchiesta
- 2006 - Memoirs of Hadrian
- 2012 - 11 Settembre 1683 - partecipazione

### Attore
- 2001 - Vajont
- 2003 - Piazza delle Cinque Lune (prete nel confessionale[8])
- 2014 - Il mistero di Dante, di Louis Nero, interpretata se stesso a fianco del Premio Oscar F. Murray Abraham

## Trasmissioni televisive - conduzione o partecipazione
- Stargate - Linea di confine - conduzione
- Impero - conduzione
- E se domani - collaborazione
- Metropoli - conduzione
- BBC - Buono, Brutto, Cattivo - partecipazione
- Argo, un viaggio nella storia[9] - conduzione

## Riconoscimenti
- 2003 - Premio Librai Città di Padova
- 2004 - Premio Corrado Alvaro nell'ambito del Premio Nazionale Rhegium Julii,[10] Premio Capo d'Orlando, Premio Hemingway
- 2008 - Premio Bancarella
- 2010 - Premio Scanno
- 2014 - Premio Roma Sezione Narrativa Italiana
- 2017 - Premio Chiara alla carriera[11]